# Dobranocki dla krokodyli
Dobranocki dla krokodyli (Cuento de hadas para dormir cocodrilos) – meksykański dramat o zderzeniu rzeczywistości z przeszłością. W opuszczonym domu bohater musi stawić czoła wspomnieniom i duchom przeszłości.